# Miron Chodakowski
Sua Excelência o Reverendíssimo Miron (nascido Mirosław Chodakowski em Białystok, 21 de outubro de 1957 - 10 de abril de 2010) foi um religioso polaco, capelão ortodoxo do exército polonês, bispo ordinário da Igreja Ortodoxa Polonesa e, postumamente, major-general. Foi uma das vítimas do acidente do Tu-154 da Força Aérea Polonesa.